# Сурниченко, Серафим Иосифович
Серафим Иосифович Сурниченко — советский хозяйственный, государственный и политический деятель.

## Биография
Родился в 1921 году в деревне Рубаки. Член КПСС.
С 1939 года — на хозяйственной, общественной и политической работе. В 1939—1991 гг. — красноармеец, участник Великой Отечественной войны, политрук роты автоматчиков, комсорг полка в составе 21-й дивизии народного ополчения Москвы/173-й стрелковой дивизии, секретарь Златоустовского горкома ВЛКСМ, второй секретарь Челябинского обкома ВЛКСМ, первый секретарь Брянского обкома ВЛКСМ, заведующий отделом трудовых резервов ЦК ВЛКСМ, первый секретарь Щучинского райкома КП Казахстана, секретарь Владимирского обкома КПСС, заведующий кафедрой партийного строительства, профессор Академии общественных наук при ЦК КПСС.
Делегат XXIV съезда КПСС.
Умер в Москве в 2004 году.